# Acanthocalycium glaucum
Acanthocalycium glaucum ist eine Pflanzenart in der Gattung Acanthocalycium aus der Familie der Kakteengewächse (Cactaceae). Das Artepitheton glaucum stammt aus dem Lateinischen und bedeutet ‚blaugrau, auch seegrün‘ und bezieht sich auf die Farbe des Pflanzenkörpers.

## Beschreibung
Acanthocalycium glaucum wächst einzeln mit kugelförmigen bis kurz zylindrischen, blaugrünen Trieben und erreicht bei Durchmessern von 3 bis 7 Zentimetern Wuchshöhen von 6 bis 15 Zentimetern. Es sind 8 bis 14 stumpfe, gekerbte Rippen vorhanden, die bis 1,5 Zentimeter hoch sind. Aus den weißen, 1,5 bis 2 Zentimeter auseinanderstehenden Areolen entspringen schwarze Dornen, die an ihrer Basis verbreitert sind. Die manchmal vorhandenen 1 bis 2 Mitteldornen fehlen meist. Die 5 bis 10 Randdornen sind gerade, pfriemlich und 0,5 bis 2 Zentimeter lang.

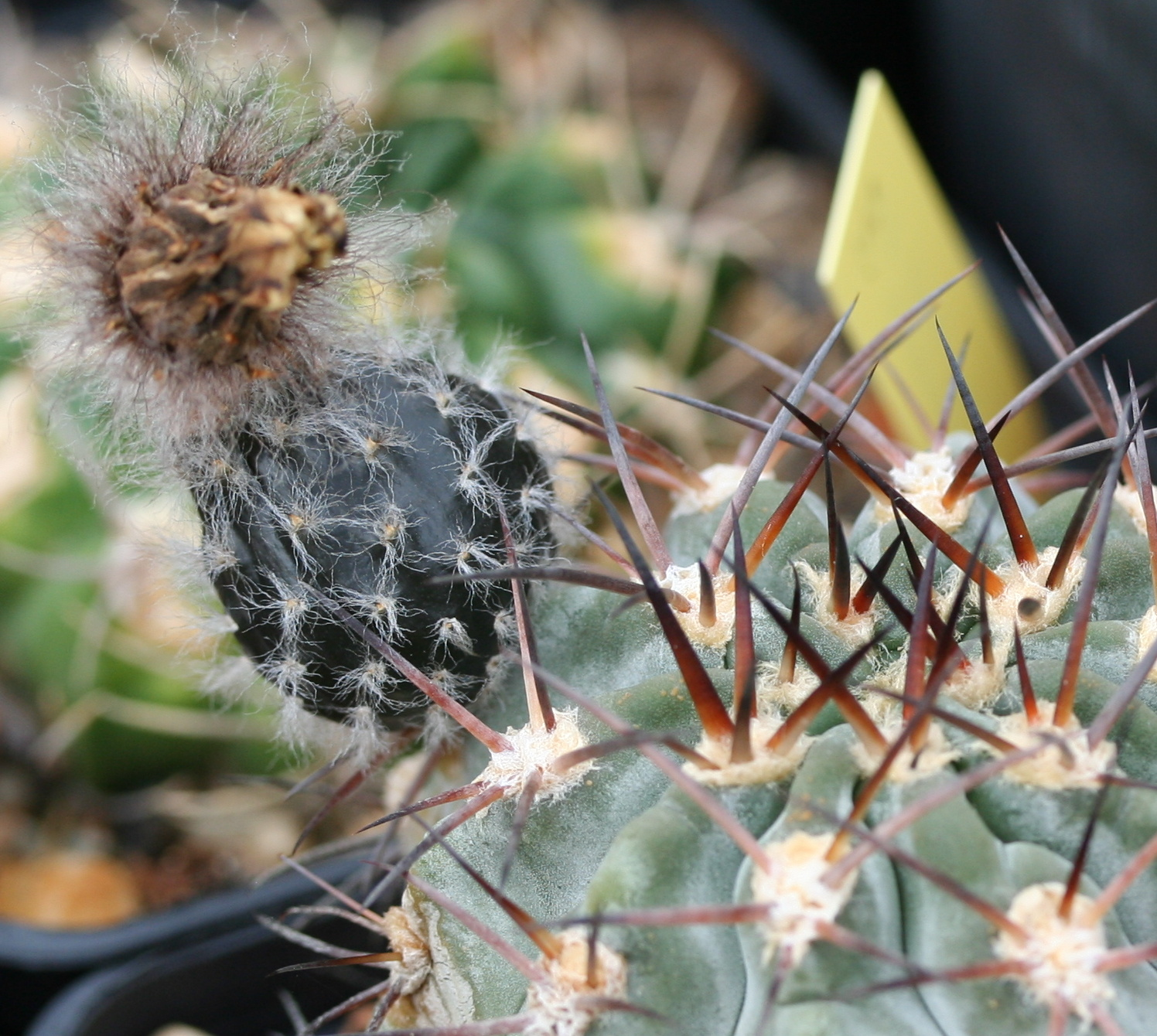
Unreife Frucht

Die gelben, kurz trichterförmigen Blüten sind bis 6 Zentimetern lang und weisen ebensolche Durchmesser auf. Die kugelförmigen Früchte sind dunkelgrün und erreichen Durchmesser von bis zu 2 Zentimetern.

## Systematik und Verbreitung
Acanthocalycium glaucum ist in den argentinischen Provinzen Catamarca und La Rioja in Höhenlagen von 2000 bis 3600 Metern verbreitet.
Die Erstbeschreibung wurde 1964 durch Friedrich Ritter veröffentlicht. Nomenklatorische Synonyme sind Lobivia thionantha var. glauca (F.Ritter) Rausch (1987), Echinopsis thionantha subsp. glauca (F.Ritter) M.Lowry (2005) und Acanthocalycium thionanthum subsp. glaucum (F.Ritter) Lodé.

## Nachweise